# Joan Jett
Joan Jett (født Joan Marie Larkin 22. september 1958) er en amerikansk rocksanger og guitarist. Hun er kendt fra Joan Jett and the Blackhearts og The Runaways. Sammen med Kenny Laguna har hun stiftet Blackheart Records. I rockbladet Rolling Stones liste over de 100 bedste guitarister gennem var Jett på 87. plads. Hendes største hits er "I Love Rock'N'Roll," "Crimson and Clover" og "I Hate Myself For Loving You."
Hendes musikstil er den hårde rock, og hun har ved koncerter spillet sammen med bands som Police, Queen og Aerosmith.
Joan Jett har gennem tiderne støttet det demokratiske parti i USA og har været en vedholdende støtte for de amerikanske soldater, som hun jævnligt har spillet for også i udlandet. Joan Jett er således tilknyttet United Services Organisation (USO).
I den amerikanske dramafilm The Runaways fra 2010, baseret på Cherie Curries bog Neon Angel: A Memoir of a Runaway, bliver Jett spillet af Kristen Stewart.

## Diskografi

### Albums
| Titel                                | Album detaljer                                                              | År   |
| ------------------------------------ | --------------------------------------------------------------------------- | ---- |
| Joan Jett                            | Indspillet som Joan Jett Pladeselskab: Blackheart                           | 1980 |
| Bad Reputation                       | Indspillet som Joan Jett Pladeselskab: Boardwalk                            | 1981 |
| I love Rock 'n Roll                  | Indspillet som Joan Jett & the Blackhearts Pladeselskab: Boardwalk          | 1981 |
| Album                                | Indspillet som Joan Jett & the Blackhearts Pladeselskab: Blackhearts/MCA    | 1983 |
| Glorious Results of a Misspent Youth | Indspillet som Joan Jett & the Blackhearts Pladeselskab: Blackhearts/MCA    | 1984 |
| Good Music                           | Indspillet som Joan Jett & the Blackhearts Pladeselskab: Blackhearts/CBS    | 1986 |
| Up Your Alley                        | Indspillet som Joan Jett & the Blackhearts Pladeselskab: Blackhearts/CBS    | 1988 |
| The Hit List                         | Indspillet som Joan Jett Pladeselskab: Blackheart/CBS                       | 1990 |
| Notorious                            | Indspillet som Joan Jett & the Blackhearts Pladeselskab: Blackheart/CBS     | 1991 |
| Pure and Simple                      | Indspillet som Joan Jett & the Blackhearts Pladeselskab: Warner Bros.       | 1994 |
| Naked                                | Indspillet som Joan Jett & the Blackhearts Pladeselskab: Blackheart         | 2004 |
| Sinner                               | Indspillet som Joan Jett & the Blackhearts Pladeselskab: Blackheart         | 2006 |
| Unvarnished                          | Indspillet som Joan Jett & the Blackhearts Pladeselskab: Blackheart         | 2013 |
| Changeup                             | Indspillet som Joan Jett & the Blackhearts Pladeselskab: Blackheart Records | 2022 |